# Mišinka
Mišinka falu Horvátországban, Sziszek-Monoszló megyében. Közigazgatásilag Kutenyához tartozik.

## Fekvése
Sziszek városától légvonalban 35, közúton 48 km-re keletre, községközpontjától 6 km-re keletre, a Monoszlói-hegység erdőkkel borított lejtőin, Kutenya és Gojlo között fekszik. Egyutcás falu, házai a nyugat-keleti irányú főutca mentén sorakoznak.

## Története
A település neve csak a 19. század végén bukkan fel a térképeken, de 1971-ig a szomszédos Husain településrészének számított. 1991. június 25-én a független Horvátország része lett. A településnek 2011-ben 116 lakosa volt.

## Népesség
| Lakosság változása | Lakosság változása | Lakosság változása | Lakosság változása | Lakosság változása | Lakosság változása | Lakosság változása | Lakosság változása | Lakosság változása | Lakosság változása | Lakosság változása | Lakosság változása | Lakosság változása | Lakosság változása | Lakosság változása | Lakosság változása |
| ------------------ | ------------------ | ------------------ | ------------------ | ------------------ | ------------------ | ------------------ | ------------------ | ------------------ | ------------------ | ------------------ | ------------------ | ------------------ | ------------------ | ------------------ | ------------------ |
| 1857               | 1869               | 1880               | 1890               | 1900               | 1910               | 1921               | 1931               | 1948               | 1953               | 1961               | 1971               | 1981               | 1991               | 2001               | 2011               |
| 0                  | 0                  | 0                  | 0                  | 0                  | 0                  | 0                  | 0                  | 147                | 0                  | 0                  | 103                | 70                 | 66                 | 107                | 116                |

(1948-ban településrészként. 1953-ban és 1961-ben lakosságát a szomszédos Husainhoz számították.)